# 私人诊所 (电视剧)
《私人诊所》（英語：Private Practice）是由美国广播公司（ABC）于2007年9月26日首映的医疗类电视剧。该剧是《實習醫生》的衍生剧，剧情围绕艾蒂森·蒙哥马利医生（Dr. Addison Montgomery，凱特·沃許饰演）离开西雅图格雷斯医院（Seattle Grace Hospital），加入洛杉矶的一家私人诊所展开。该剧由桑德·莱姆斯创作并担任执行制片。此外，由于莱姆斯还要兼顾《实习医生格蕾》，由马蒂·诺克森、贝西·比尔、马克·戈登、马克·廷克、乔恩·科安、罗伯特·瑞文勒负责节目监制。